# Charles-Nicolas Bourgeois
Charles-Nicolas Bourgeois est un homme politique français né en 1748 à Vivières (Aisne) et décédé le 4 août 1804 à Vivières (Aisne).
Laboureur, il est député au tiers état aux États généraux de 1789 pour le bailliage de Villers-Cotterêts. Sous le Consulat, il devient conseiller général.

## Sources
- « Charles-Nicolas Bourgeois », dans Adolphe Robert et Gaston Cougny, Dictionnaire des parlementaires français, Edgar Bourloton, 1889-1891 [détail de l’édition]